# Estadio de la Universidad Nacional Mayor de San Marcos
El Estadio Olímpico de la Universidad Nacional Mayor de San Marcos (siglas: Estadio Olímpico de la UNMSM) o simplemente Estadio San Marcos, se encuentra ubicado prácticamente en el centro de la Ciudad Universitaria de la Universidad de San Marcos (siendo sus accesos principales por la cuadra 5 de la Av. Amézaga, y por la cuadra 36 de la Av. Venezuela), en la ciudad de Lima, Perú. Previamente ha sido referido como "Estadio Monumental de San Marcos" o "Estadio Olímpico de la Universidad Nacional de San Marcos".
Fue inaugurado el 13 de mayo de 1951 conmemorando los 400 años de fundación de la Universidad de San Marcos. El estadio de San Marcos contó inicialmente con una capacidad total para 70 000 personas y una superficie de 48.782 m², llegando a ser en su momento el estadio de mayor capacidad en el Perú. Recientemente se ha popularizado su uso como escenario de megaconciertos y ha sido acondicionado a una capacidad oficial de 32 000 personas. El remodelado recinto fue el escenario oficial de los Campeonato Sudamericano de Fútbol Sub-17 de 2019 y es sede de los Juegos Panamericanos de 2019.
Fue el estadio oficial del equipo de fútbol de la universidad, el Club Deportivo Universidad San Marcos, que jugó hasta 2011 en la Segunda División del Perú cuando fue retirado de toda actividad de fútbol profesional. En el 2019 fue sede alterna del Club Universitario de Deportes, el cual se originó en la Universidad de San Marcos y juega en la Primera División del Perú, en paralelo a ser el escenario para los Juegos Panamericanos 2019. Tiene una pista para correr y está cerca de la Huaca de la Universidad Nacional Mayor de San Marcos, un importante sitio arqueológico.
Durante las temporadas 2020 y 2021 de la Liga1 y Liga2 de Fútbol Profesional, este estadio fue escenario de diversos partidos así como definiciones de campeonatos, incluyendo además el de la Copa Perú Excepcional 2021, todo esto como parte de la reorganización dada por la FPF para la ejecución de los torneos en mención sólo en Lima Metropolitana debido a la pandemia del COVID19. A partir del 2022, el escenario ha pasado a convertirse en la localía del Club Universidad San Martín. 
Además el estadio es utilizado para actividades extra-académicas de los estudiantes, docentes y personal administrativo de la Universidad de San Marcos. Recientemente se ha popularizado su uso como escenario de conciertos, presentándose bandas y artistas tan destacados como Metallica, Korn, Nightwish, Gustavo Cerati, Marc Anthony, Bon Jovi, Green Day, The Smashing Pumpkins, Fania All-Stars, Iron Maiden, Shakira, Slayer, Van Halen, Bad Religion, Juanes, Aerosmith, Pearl Jam, Noel Gallagher, Lady Gaga, Garbage, The Cranberries, Karol G, Maná, entre otros.

## Historia

### Construcción

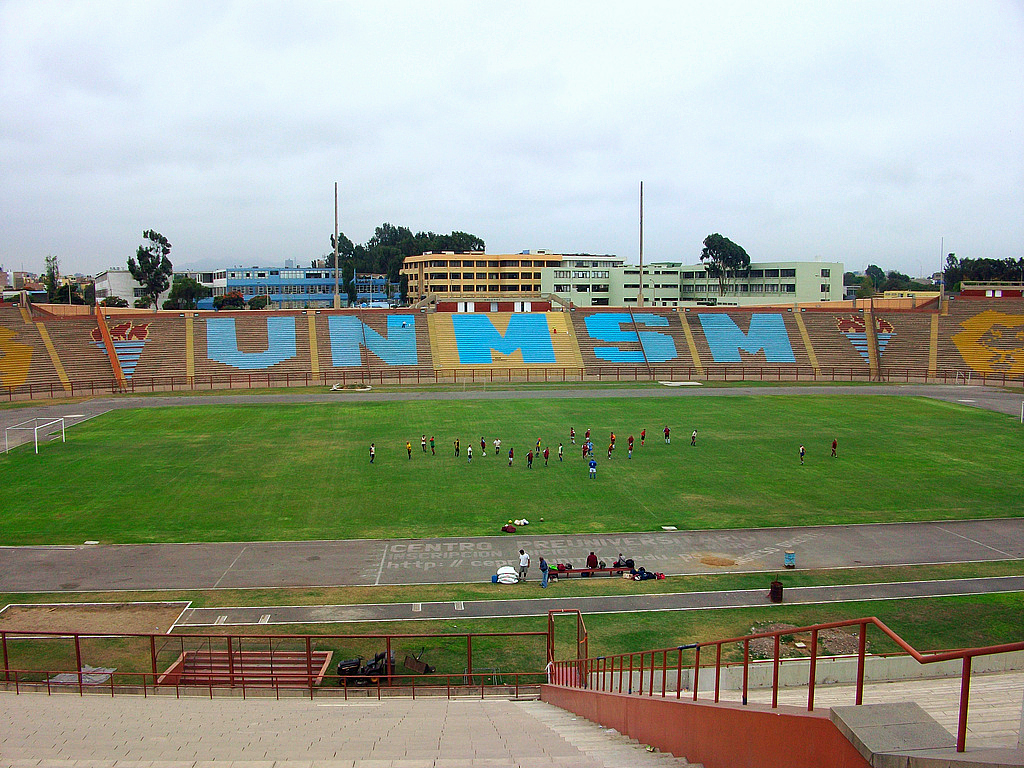
Estadio San Marcos antes de su remodelación.

El Estadio de la Universidad de San Marcos comenzó a construirse aproximadamente en 1943, como parte de los trabajos de la entonces "Junta Pro-Desempleados". La tribuna de occidente se colocó en la Huaca Concha, la más norteña del Complejo Maranga. Las otras tribunas fueron construidas con los rellenos extraídos de ella. La explanada deportiva coincide con la antigua plaza arqueológica ubicada al este de la Huaca. Por su construcción sobre rellenos arqueológicos inestables, con el paso de los años, en las tribunas aparecieron grietas y amplios hundimientos. En 1993 el gobierno de Alberto Fujimori destinó dinero para la refacción del estadio. Cuando las máquinas levantaron el suelo de la explanada de la tribuna occidental, que era la más afectada, quedaron expuestos muros y fardos arqueológicos de 1500 años de antigüedad. A pesar de esto, se dispuso el cerco y la custodia del lugar, y se construyeron nuevas zapatas de cimentación, sobre la arquitectura arqueológica.

### Inauguración
Fue inaugurado oficialmente en 13 de mayo de 1951, conmemorando los 400 años de fundación de la Universidad Nacional Mayor de San Marcos; la inauguración generó gran expectativa al ser el primer estadio de gran capacidad en el Perú, por lo cual asistieron el entonces presidente Manuel Odría, su ministro de educación y el rector de la universidad. El partido inaugural fue entre el Sport Boys del Callao y el Palmeiras de Brasil con el resultado de 1 a 0 a favor del elenco Porteño. El 20 de enero de 1952 se juega por primera vez un Clásico fuera del Estadio Nacional del Perú, y la sede para este encuentro fue el Estadio de la Universidad de San Marcos. El partido culminó con triunfo para el Club Alianza Lima por 4 a 0.

### Reinauguración
La reinauguración del estadio ocurrió en 1993. Sin embargo, no fue aprobado entonces para su uso deportivo. Se mencionaron problemas en la infraestructura física, de seguridad, e incluso la intensidad del viento, que corre de sur a norte. Tuvo una capacidad total para 70.000  espectadores y el proyecto finalizado contempla una capacidad para 104.000 personas. Sin embargo, actualmente sólo tiene autorizada una capacidad de tribunas de hasta 32.000 asistentes, por algunos problemas de evacuación.[cita requerida]

### Remodelación
Tras varios años de inactividad en el estadio, en 2016, la Universidad de San Marcos ofreció nuevamente su estadio, su gimnasio y su piscina para acoger algunas de las competiciones que tendrán los Juegos Panamericanos de Lima 2019. Si bien las autoridades universitarias de San Marcos ya realizaron anteriormente un ofrecimiento similar al Comité Olímpico Peruano (COP) pero que fue rechazado al aducir "aspectos técnicos que no han sido esclarecidos del todo", según un comunicado de la universidad. A mediados de 2018, se adjudicó la remodelación del estadio a la empresa española Sacyr. La obra tuvo un costo de S/ 47 millones. Solamente se remodelaron las tres tribunas (norte, oriente y occidente), el campo de juego que pasaría de ser natural a sintético (Fifa Pro Quality), la pista atlética, el área de vestuario y el sistema de iluminación. Fue sede del Campeonato Sudamericano Sub-17 y la instalación fue también utilizada para los partidos de fútbol en los Juegos Panamericanos de 2019.

### Clausura
El 2 de septiembre de 2023 el Estadio Olímpico de la Universidad Nacional Mayor de San Marcos (UNMSM) fue clausurado por un plazo preliminar de 60 días, tras las quejas por exceso de contaminación sonora que sufrían los alumnos del recinto académico en horas de clases y los vecinos de la zona por las noches. Fue reaperturada el 26 de septiembre de ese año con la condición de no superar los 60 decibeles de ruido.

## Descripción

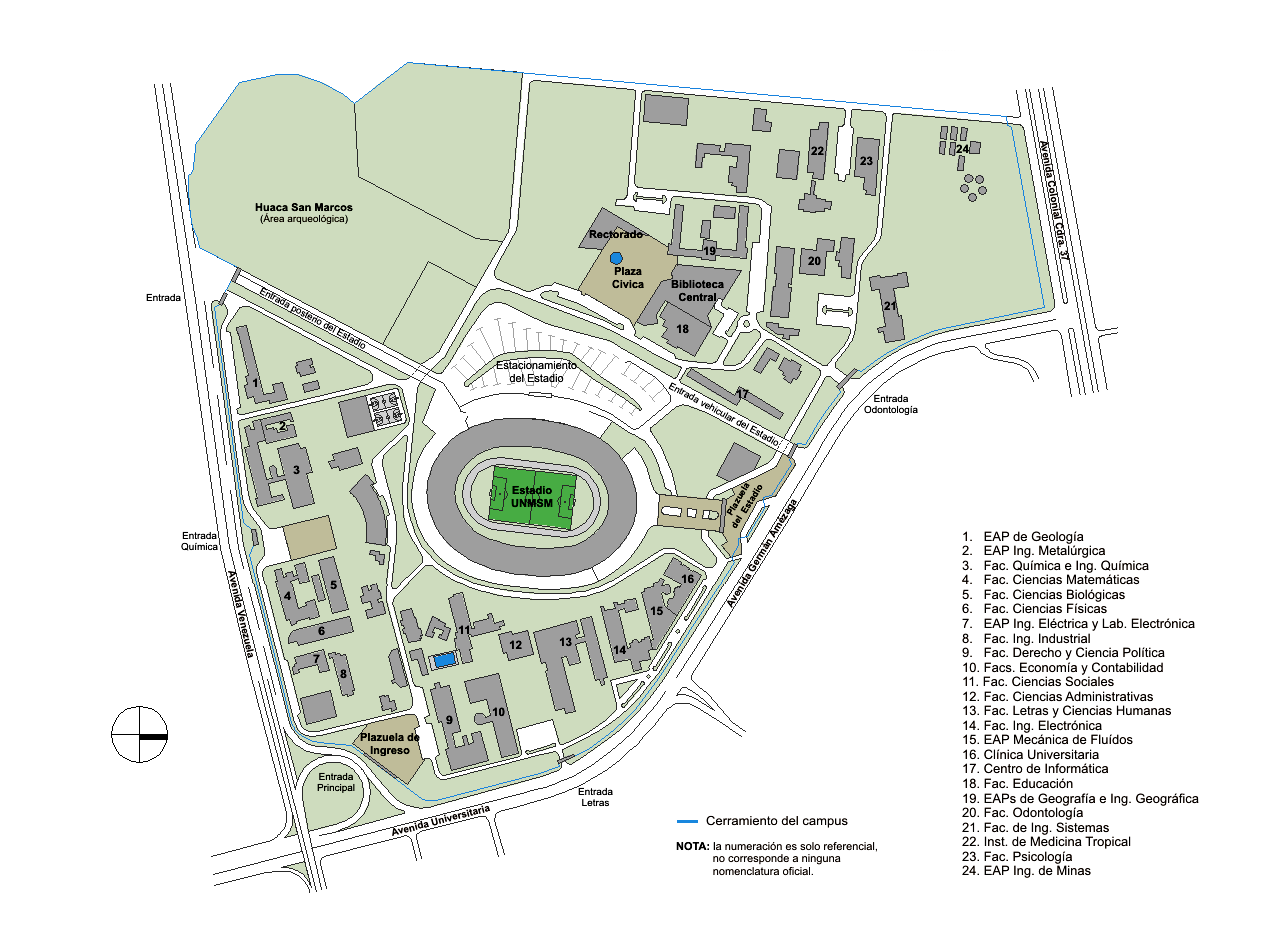
Mapa de la Ciudad universitaria de la Universidad de San Marcos, ubicada en el centro de Lima. Al centro se puede apreciar el Estadio Monumental de San Marcos.

Se ubica prácticamente en el centro de la Ciudad Universitaria de la Universidad Nacional Mayor de San Marcos, siendo sus accesos por el jirón Amézaga s/n y por la avenida Venezuela s/n, en la ciudad de Lima, Perú.
El estadio de San Marcos tiene un campo principal de fútbol y graderías para 32.000 espectadores actualmente, existiendo un proyecto que precisa que pueden ampliarse hasta una capacidad que permita 104.000 espectadores. Tras el asunto de la seguridad, en cuanto a salidas y vías de acceso, se le permitió operar con un máximo de 22.500 espectadores en las tribunas, sin embargo, tras la remodelación del estadio, actualmente se le permite hasta 32.000 espectadores. Tiene cuatro torres de iluminación propia, así como dos canchas más de fútbol complementarias. Está equipado con servicios higiénicos (7 módulos con dos divisiones para hombres y mujeres respectivamente que de acuerdo a Defensa Civil no son suficientes pero que se pueden solucionar con la adquisición de baños portátiles); vestuarios y una pista atlética.
Actualmente el estadio es utilizado para el campeonato oficial de la Segunda División del fútbol peruano, en donde juega de local el Club Deportivo Universidad San Marcos, equipo de la universidad; además de ser sede de actividades extra-académicas de los estudiantes; campeonatos de docentes de San Marcos y; para otros eventos extra-deportivos como conciertos, actividades culturales, actividades religiosas, etc., en cuyo caso genera esporádicos pero significativos ingresos, que sirven para el mantenimiento de las instalaciones.

## Eventos
El Estadio Monumental de la Universidad de San Marcos ha sido anfitrión de grandes eventos deportivos, conciertos, conferencias, etc. Entre los eventos más destacados se pueden mencionar:

### Deportivos
- Juegos deportivos universitarios nacionales (edición especial, 1951)
- Juegos deportivos universitarios nacionales (V edición, 1955)
- Juegos deportivos universitarios nacionales (VII edición, 1983)
- Campeonato Sudamericano de Fútbol Sub-17 de 2019

#### Juegos Panamericanos de 2019
Para la celebración de los Juegos Panamericanos de 2019, el "Comité Organizador de Lima 2019" eligió a diversas instalaciones deportivas situadas entre la Ciudad de Lima, así como en el Callao, como sedes panamericana. Entre ellas, la Universidad Nacional Mayor de San Marcos, la cual contará con la construcción de un nuevo polideportivo multiusos así como la remodelación de su estadio. A continuación, se indica la lista de deportes que acogería la Universidad de San Marcos:
- Estadio de la Universidad Nacional Mayor de San Marcos: Atletismo y fútbol.
- Polideportivo de la Universidad Nacional Mayor de San Marcos (por construir): Gimnasia rítmica, artística y con trampolín, bolos y pelota vasca.

### Conciertos

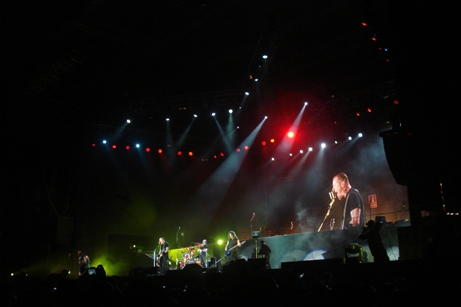
Metallica (World Magnetic Tour) en el Estadio de la Universidad Nacional Mayor de San Marcos, enero del 2010.

- Concierto de  Van Halen (18 de febrero de 1983) - Hide Your Sheep Tour
- Concierto de  Shakira (30 de octubre de 1996) - Tour Pies Descalzos
- Concierto de  Pedro Suárez Vértiz, Nosequien y Los Nosecuantos, Gian Marco &  Los Enanitos Verdes - Rock N'Lima- (5 de septiembre de 2006)
- Concierto de  Orishas,  Daddy Yankee &  Cypress Hill -3º Brahma Urban Dance (10 de octubre de 2009)
- Concierto de  Metallica - World Magnetic Tour (19 de enero de 2010)
- Concierto de  Korn (15 de abril de 2010)
- Concierto de  Gustavo Cerati - Gira Fuerza Natural (24 de abril de 2010)
- Concierto de  Marc Anthony &  Olga Tañón -Fiesta Latina 2010- (13 de agosto de 2010)
- Concierto de  Bon Jovi - The Circle Tour (29 de septiembre de 2010)
- Concierto de  Green Day -21st Century Breakdown World Tour- (26 de octubre de 2010)
- Concierto de  The Smashing Pumpkins &  Stereophonics -Lima Hot Festival 2010- (25 de noviembre de 2010)
- Concierto de  Fania All-Stars (19 de marzo de 2011)
- Concierto de  Iron Maiden -The Final Frontier World Tour- (23 de marzo de 2011)
- Concierto de  Shakira,  Ziggy Marley &  Train -The Pop Festival- (25 de marzo de 2011)
- Concierto de  Slayer -World Painted Blood Tour- (11 de junio de 2011)
- Concierto de  Marc Anthony (12 de julio de 2011)
- Concierto de  Rubén Blades,  Luis Enrique,  Carlos Vives &  Joey Montana -Fiesta Latina 2011- (27 de agosto de 2011)
- Concierto de  Juan Luis Guerra &  Gian Marco (15 de septiembre de 2011)
- Concierto de  Bad Religion -30 Years Anniversary Tour- (7 de octubre de 2011)
- Concierto de  Aerosmith -Back on the Road Tour- (22 de octubre de 2011)
- Concierto de  Pearl Jam & X -Pearl Jam Twenty Tour- (18 de noviembre de 2011)
- Concierto de  Calle 13 (4 de diciembre de 2011)
- Concierto de  Jorge González Ríos (28 de abril de 2012)
- Concierto de  Noel Gallagher's High Flying Birds (11 de mayo de 2012)
- Concierto de  Gianmarco (17 de agosto de 2012)
- Concierto de  Juanes -Unplugged Tour- (12 de septiembre de 2012)
- Concierto de  Sky Blu (miembro del dúo LMFAO) (7 de octubre de 2012) - cancelado
- Concierto de  Evanescence -Evanescence Tour- (26 de octubre de 2012)
- Concierto de  Lady Gaga -The Born This Way Ball- (23 de noviembre de 2012)
- Concierto de  Blur (29 de octubre de 2013)
- Concierto de  Rata Blanca - Gira 2014- (6 de septiembre de 2014)
- Concierto de Lima Metal Fest 1 con  Terrorizer, Nocturnus, Faith or Fear,  MX, Machinage,  Torturer, Sadism, etc (26 de septiembre de 2015)
- Concierto de  Nightwish - Endless Forms Most Beautiful World Tour - (6 de octubre de 2015)
- Concierto de Festival VIVO X EL ROCK 6 con  Sum 41,  Collective Soul,  Hoobastank,  Puddle of Mudd,  Sepultura,  The Casualties - (12 de diciembre de 2015)
- Concierto de Festival VIVO X EL ROCK 8 con  Sum 41,  Simple Plan,  Garbage,  Hoobastank,  The Cranberries,  Los Fabulosos Cadillacs,  Fito Páez,  Papa Roach, Miguel Mateos,  Aterciopelados - (17 de diciembre de 2016)
- Concierto de  Green Day - Revolution Radio Tour - (14 de noviembre de 2017)
- Concierto de Festival VIVO X EL ROCK 11 con  The Strokes,  Slipknot,  Interpol,  Bullet for My Valentine,  The Rasmus,  Fito Páez,  Don Diablo,  Mägo de Oz,  El Cuarteto de Nos - (23 de noviembre de 2019)
- Concierto de Festival Barrio Latino 5 con  Don Omar, Tito el Bambino, R.K.M. & Ken-Y, Tony Dize, Baby Rasta & Gringo - (14 de diciembre de 2019)
- Concierto de  Guns N' Roses - 2020-2022 Tour- (8 de octubre de 2022) - inicialmente para el 24 de marzo de 2020 y posteriormente para octubre del mismo año, pospuesto por la pandemia de coronavirus.
- Concierto de Marc Anthony Viviendo Tour (30 de septiembre de 2022)
- Concierto de Festival Halloween Urban Dance con  Don Omar, Tito el Bambino, Zion & Lennox, Chencho, Jowell & Randy, Ivy Queen, etc (31 de octubre de 2022)[16]
- Concierto de  Super Junior (11 de febrero de 2023)[17]
- Concierto de  Calvin Harris (24 de febrero de 2023)[18]
- Concierto de  Mötley Crüe y  Def Leppard -The World Tour- (28 de febrero de 2023)
- Concierto de  Paramore -This is Why Tour- (2 de marzo de 2023)
- Conciertos de  Grupo 5 - 50 Aniversario - (31 de marzo, 1 y 2 de abril de 2023)[19]
- Concierto de Festival Ultra Perú 2023 con  Marshmello,  Alan Walker,  Oliver Heldens,  Wade,  Timmy Trumpet, entre otros - (22 de abril de 2023)[20]
- Concierto de  The Weeknd -After Hours til Dawn Tour- (22 de octubre de 2023)[21]
- Concierto de  Swedish House Mafia (3 de noviembre de 2023)[22]
- Concierto de  The Cure -Shows of a Lost World Tour- (22 de noviembre de 2023)[23] - inicialmente se iba a realizar en el Estadio Nacional.[24]
- Concierto de  Blink-182 y  The Offspring  -World Tour 2023/2024- (12 de marzo de 2024)[25][26] - inicialmente planeado para el 14 de marzo de 2023, pero fue postergado por motivos de salud.[27] Posteriormente adelantado del 27 al 12 de marzo de 2024.[28]
- Concierto de  Karol G -Mañana Será Bonito World Tour- (12 y 13 de abril de 2024).
- Concierto de Festival Ultra Perú 2024 con  Adam Beyer,  Armin van Buuren,  Camelphat,  Hardwell,  KSHMR entre otros - (20 y 21 de abril de 2024)[29]
- Concierto de  Feid -Ferxxocalipsis World Tour- (22 de noviembre de 2024)[30]
- Concierto de  Stray Kids -Dominate World Tour- (9 de abril de 2025)[31]
- Concierto de  Armonía 10 - 53 Aniversario - (5 de julio de 2025)[32]
- Concierto de  Green Day -The Saviors Tour- (27 de agosto de 2025)
- Concierto de  Imagine Dragons - Loom World Tour- (19 de octubre de 2025)[33]
- Concierto de  Linkin Park -From Zero World Tour- (28 de octubre de 2025)[34]
- Concierto de  Dua Lipa -Radical Optimism Tour- (25 de noviembre de 2025)[35]
- Concierto de Festival OVERPASS LIMA  Fromis_9  Minho (cantante)  Kai (cantante)  Youngjae  Mark Tuan- (11 de setiembre de 2025)

### Diversos
- Conferencia motivadora de Nick Vujicic (junio de 2010)
- Conferencia motivadora de Miguel Ángel Cornejo (febrero de 2011)
- Noche de la comida peruana (julio de 2012)
- Convenciones Nacionales de la Iglesia Cristiana Pentecostés del Perú Movimiento Misionero Mundial.